# حديقة كهوف كارلسباد الوطنية

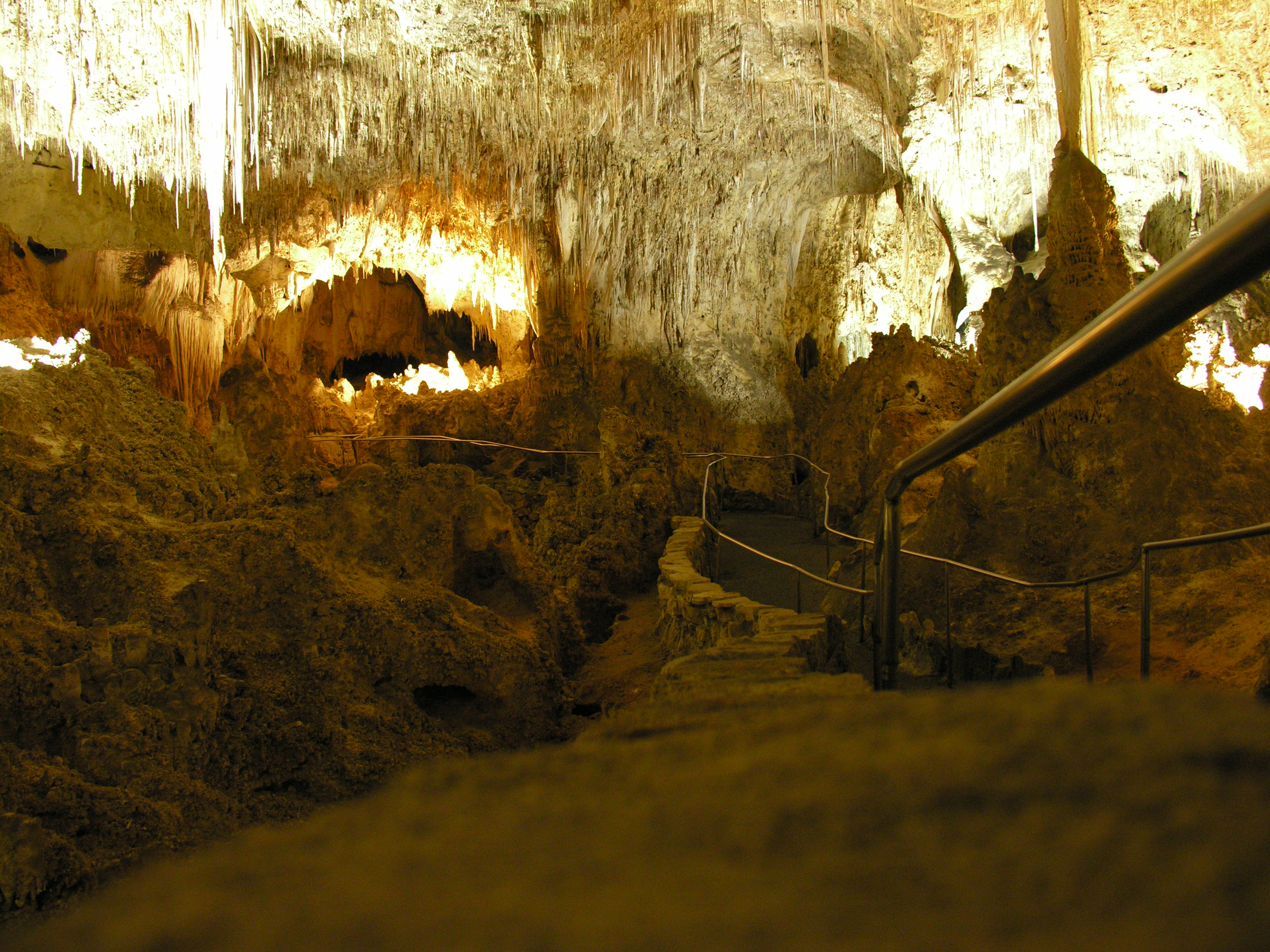

حديقة كهوف كارلسباد الوطنية (بالإنجليزية: Carlsbad Caverns National Park)‏ هي حديقة وطنية تقع في ولاية نيو مكسيكو، الولايات المتحدة. تم إضافة هذه الحديقة إلى قائمة مواقع التراث العالمي في العام 1995.

## معرض

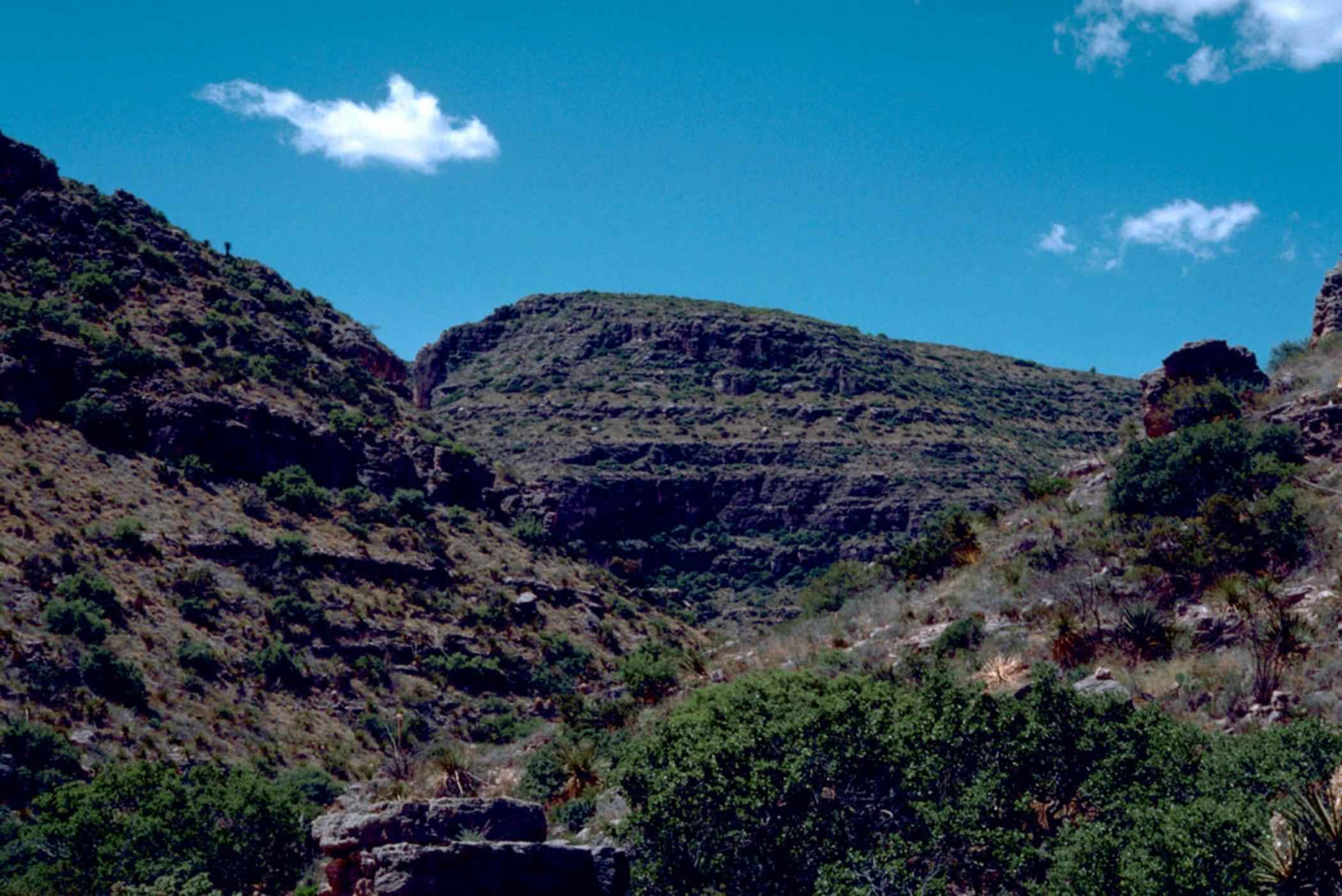
حديقة كهوف كارلسباد 1
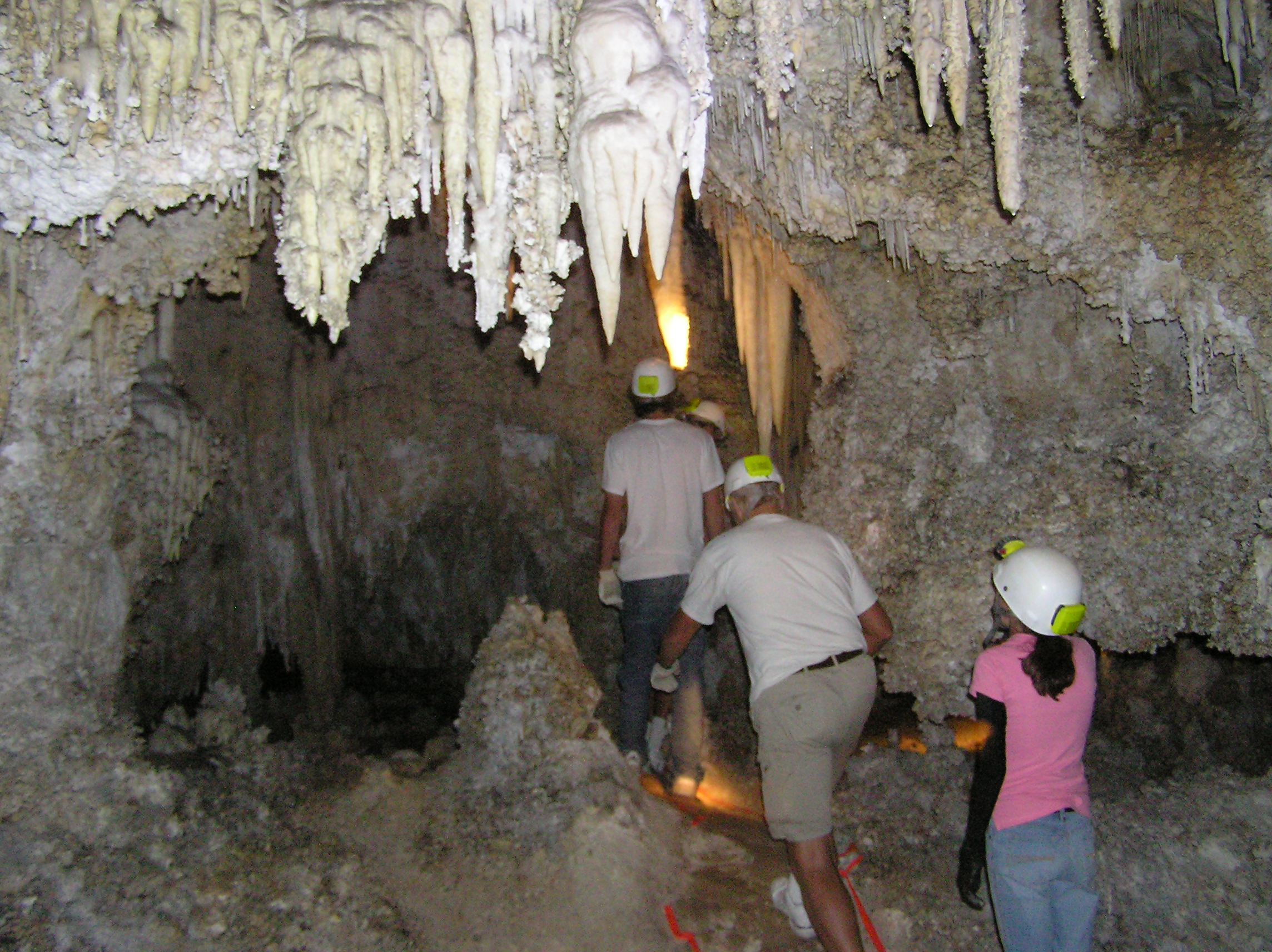
كهوف كارلسباد
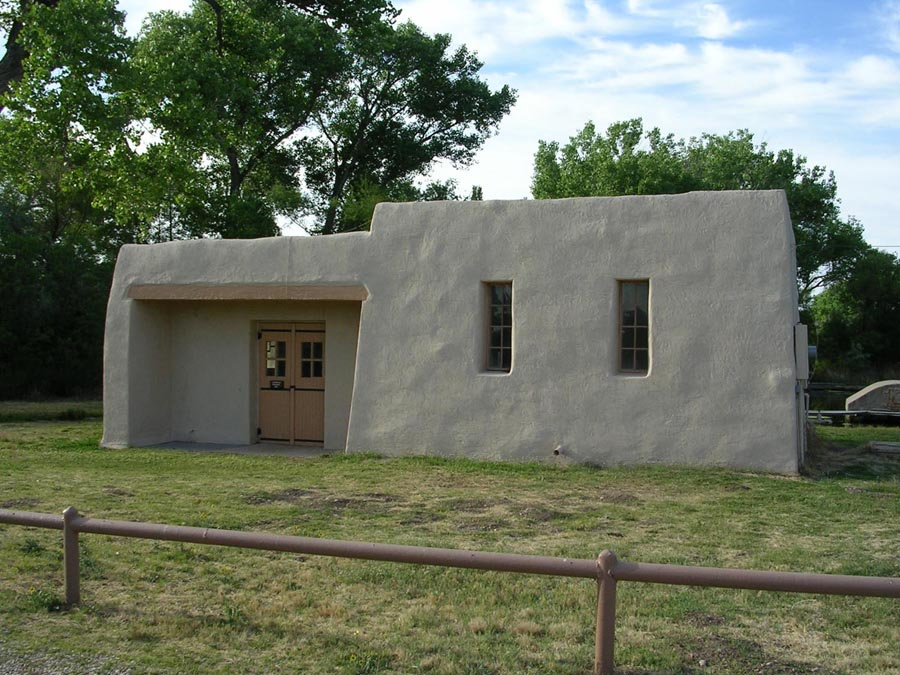
منزل خدمات
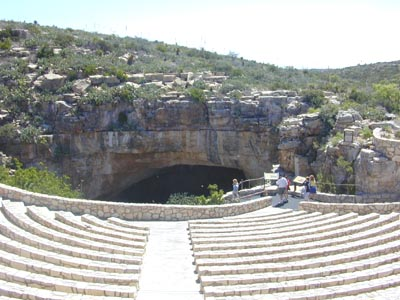
مدخل طبيعي للكهوف
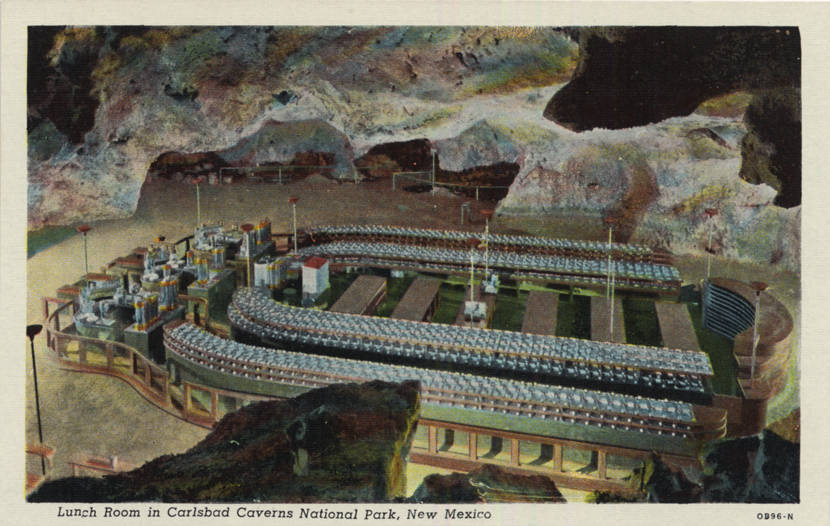
حديقة كارلسباد كافيرنز الوطنية نيو مكسيكو - غرفة الغداء

## المناخ
يظهر الجدول التالي التغييرات المناخية على مدار السنة لحديقة كهوف كارلسباد الوطنية:
| البيانات المناخية لـحديقة كهوف كارلسباد الوطنية | البيانات المناخية لـحديقة كهوف كارلسباد الوطنية | البيانات المناخية لـحديقة كهوف كارلسباد الوطنية | البيانات المناخية لـحديقة كهوف كارلسباد الوطنية | البيانات المناخية لـحديقة كهوف كارلسباد الوطنية | البيانات المناخية لـحديقة كهوف كارلسباد الوطنية | البيانات المناخية لـحديقة كهوف كارلسباد الوطنية | البيانات المناخية لـحديقة كهوف كارلسباد الوطنية | البيانات المناخية لـحديقة كهوف كارلسباد الوطنية | البيانات المناخية لـحديقة كهوف كارلسباد الوطنية | البيانات المناخية لـحديقة كهوف كارلسباد الوطنية | البيانات المناخية لـحديقة كهوف كارلسباد الوطنية | البيانات المناخية لـحديقة كهوف كارلسباد الوطنية | البيانات المناخية لـحديقة كهوف كارلسباد الوطنية |
| الشهر                                           | يناير                                           | فبراير                                          | مارس                                            | أبريل                                           | مايو                                            | يونيو                                           | يوليو                                           | أغسطس                                           | سبتمبر                                          | أكتوبر                                          | نوفمبر                                          | ديسمبر                                          | المعدل السنوي                                   |
| ----------------------------------------------- | ----------------------------------------------- | ----------------------------------------------- | ----------------------------------------------- | ----------------------------------------------- | ----------------------------------------------- | ----------------------------------------------- | ----------------------------------------------- | ----------------------------------------------- | ----------------------------------------------- | ----------------------------------------------- | ----------------------------------------------- | ----------------------------------------------- | ----------------------------------------------- |
| متوسط درجة الحرارة الكبرى °ف (°م)               | 56.7 (13.7)                                     | 61.5 (16.4)                                     | 68.2 (20.1)                                     | 76.2 (24.6)                                     | 84.7 (29.3)                                     | 92.3 (33.5)                                     | 91.9 (33.3)                                     | 90.4 (32.4)                                     | 84.5 (29.2)                                     | 75.9 (24.4)                                     | 65.9 (18.8)                                     | 57.0 (13.9)                                     | 75.5 (24.2)                                     |
| المتوسط اليومي °ف (°م)                          | 44.3 (6.8)                                      | 48.1 (8.9)                                      | 54.2 (12.3)                                     | 61.8 (16.6)                                     | 70.8 (21.6)                                     | 78.2 (25.7)                                     | 79.3 (26.3)                                     | 77.9 (25.5)                                     | 71.9 (22.2)                                     | 62.8 (17.1)                                     | 52.5 (11.4)                                     | 44.4 (6.9)                                      | 62.2 (16.8)                                     |
| متوسط درجة الحرارة الصغرى °ف (°م)               | 31.8 (−0.1)                                     | 34.6 (1.4)                                      | 40.2 (4.6)                                      | 47.5 (8.6)                                      | 56.9 (13.8)                                     | 64.2 (17.9)                                     | 66.7 (19.3)                                     | 65.5 (18.6)                                     | 59.2 (15.1)                                     | 49.7 (9.8)                                      | 39.1 (3.9)                                      | 31.8 (−0.1)                                     | 49.0 (9.4)                                      |
| الهطول إنش (مم)                                 | 0.38 (9.7)                                      | 0.47 (12)                                       | 0.46 (12)                                       | 0.64 (16)                                       | 1.28 (33)                                       | 1.66 (42)                                       | 1.97 (50)                                       | 2.38 (60)                                       | 2.63 (67)                                       | 1.27 (32)                                       | 0.47 (12)                                       | 0.52 (13)                                       | 14.13 (359)                                     |
| متوسط الرطوبة النسبية (%)                       | 42.8                                            | 38.0                                            | 32.9                                            | 27.8                                            | 30.2                                            | 35.0                                            | 43.8                                            | 48.3                                            | 49.2                                            | 45.5                                            | 41.1                                            | 43.4                                            | 39.9                                            |
| المصدر: PRISM Climate Group                     |                                                 |                                                 |                                                 |                                                 |                                                 |                                                 |                                                 |                                                 |                                                 |                                                 |                                                 |                                                 |                                                 |